# Glest
Glest ist ein Computer-Strategiespiel in Echtzeit-3D-Grafik. Das Spiel wird als freie Software unter der GPL veröffentlicht und ist plattformunabhängig.
Da die Entwicklung von Glest zum Erliegen kam, gründeten Anhänger des Projekts ihrerseits die Abspaltung MegaGlest. Diese enthält zusätzliches Material, das im Laufe der Jahre von Glest-Spielern beigesteuert wurde, sowie neue Funktionen.

## Technik
Das Spiel ist in C++ programmiert und kann mittels XML modifiziert werden. In Version 3.0 wurde eine Mehrspieler-Funktion implementiert, welche per Internet und LAN verwendet werden kann. Neben dem enthaltenen Material kann Glest durch zusätzliche Karten, Einheiten, Übersetzungen und Modifikationen erweitert werden. Derlei Beisteuerungen werden im offiziellen Forum gesammelt und in ihrer Entwicklung unterstützt.
Die Darstellung der Grafik erfolgt mit Hilfe von OpenGL. Figuren und Objekte sind als 3D-Modell angelegt, die im Spiel aus beliebigen Winkeln betrachtet werden können. Während des Spiels wird die Ansicht der Figuren, einschließlich Schattenwurf, laufend neu berechnet.

## Spielablauf
Glest spielt in einer mittelalterlichen Fantasiewelt, in welcher sich zwei Parteien bekriegen: Die Magier und die Techniker. Der Spieler kann zwischen diesen beiden Parteien wählen und anschließend gegen computergesteuerte oder menschliche Gegner antreten.
Das Spielprinzip von Glest ähnelt dem von Warcraft III. Auf einer Karte sind dem Spieler eine Anzahl von Einheiten und Objekten zugeordnet. Zu Beginn des Spiels erhält jeder Spieler auf einer zunächst weitgehend unbekannten Karte eine minimale Ausstattung an Einheiten und Objekten. Die Einheiten müssen zunächst dazu eingesetzt werden, Ressourcen wie Gold, Holz und Steine zu sammeln. Mit Hilfe dieser Ressourcen können weitere Einheiten mit unterschiedlichen Eigenschaften herbeigerufen werden. Im weiteren Spielverlauf kämpfen die eigenen Einheiten gegen die der Gegner. Das Spielziel besteht darin, am Ende die Oberhand zu behalten und den oder die Gegner zu eliminieren.
Bei Glest unterscheiden sich Aussehen und Eigenschaften der Figuren abhängig davon, ob der Spieler Techniker oder Magier gewählt hat. Die Einheiten der Techniker bedienen sich einer grob an das Mittelalter angelehnten Technologie. Sie kämpfen mit Schwertern, Pfeil und Bogen, Katapulten oder vom Pferd aus mit Lanzen. Im fortgeschrittenen Stadium kommen mit durch Muskelkraft angetriebenen Flugzeugen auch realitätsferne Mittel zum Einsatz. Bei den Einheiten der Magier lehnen sich die Handlungsoptionen dagegen an die Vorstellungswelt der schwarzen Magie an. Es werden Dämonen beschworen, leere Rüstungen zum Kämpfen gebracht und Feuerbälle geworfen. Ein Teil einer erfolgreichen Taktik besteht darin, die Einheiten gezielt gemäß ihren jeweiligen Stärken einzusetzen.
Die Gegner können vom Computer gesteuert sein oder über das Internet von Menschen gespielt werden. Bis zu vier Spieler können an einer Runde teilnehmen. Dabei ist es möglich, Koalitionen zu bilden – auch mit einem vom Computer gespielten Spieler.

## Auszeichnungen
- Mundos Digitales[2]
- Ytanium Game of the Year[3]